# Tanlay
Tanlay és un municipi francès, situat al departament del Yonne i a la regió de Borgonya - Franc Comtat. L'any 2007 tenia 1.158 habitants.

## Demografia

### Població
El 2007 la població de fet de Tanlay era de 1.158 persones. Hi havia 471 famílies, de les quals 153 eren unipersonals (74 homes vivint sols i 79 dones vivint soles), 174 parelles sense fills, 132 parelles amb fills i 12 famílies monoparentals amb fills.
La població ha evolucionat segons el següent gràfic:
Habitants censats

### Habitatges
El 2007 hi havia 674 habitatges, 486 eren l'habitatge principal de la família, 124 eren segones residències i 64 estaven desocupats. 643 eren cases i 29 eren apartaments. Dels 486 habitatges principals, 388 estaven ocupats pels seus propietaris, 80 estaven llogats i ocupats pels llogaters i 19 estaven cedits a títol gratuït; 5 tenien una cambra, 25 en tenien dues, 85 en tenien tres, 122 en tenien quatre i 249 en tenien cinc o més. 360 habitatges disposaven pel capbaix d'una plaça de pàrquing. A 225 habitatges hi havia un automòbil i a 196 n'hi havia dos o més.

### Piràmide de població
La piràmide de població per edats i sexe el 2009 era:
| Homes | Edats   | Dones |
| ----- | ------- | ----- |
| 4     | 95 o +  | 0     |
| 12    | 90 a 94 | 20    |
| 12    | 85 a 89 | 52    |
| 16    | 80 a 84 | 8     |
| 28    | 75 a 79 | 56    |
| 28    | 70 a 74 | 24    |
| 40    | 65 a 69 | 44    |
| 28    | 60 a 64 | 36    |
| 20    | 55 a 59 | 20    |
| 32    | 50 a 54 | 24    |
| 32    | 45 a 49 | 28    |
| 32    | 40 a 44 | 28    |
| 28    | 35 a 39 | 32    |
| 44    | 30 a 34 | 64    |
| 36    | 25 a 29 | 48    |
| 20    | 20 a 24 | 8     |
| 20    | 15 a 19 | 24    |
| 40    | 10 a 14 | 32    |
| 36    | 5 a 9   | 48    |
| 48    | 0 a 4   | 36    |

## Economia
El 2007 la població en edat de treballar era de 648 persones, 466 eren actives i 182 eren inactives. De les 466 persones actives 433 estaven ocupades (221 homes i 212 dones) i 33 estaven aturades (20 homes i 13 dones). De les 182 persones inactives 95 estaven jubilades, 45 estaven estudiant i 42 estaven classificades com a «altres inactius».

### Ingressos
El 2009 a Tanlay hi havia 479 unitats fiscals que integraven 1.078,5 persones, la mediana anual d'ingressos fiscals per persona era de 18.441 €.

### Activitats econòmiques
Dels 52 establiments que hi havia el 2007, 2 eren d'empreses extractives, 1 d'una empresa alimentària, 2 d'empreses de fabricació d'altres productes industrials, 8 d'empreses de construcció, 8 d'empreses de comerç i reparació d'automòbils, 5 d'empreses de transport, 5 d'empreses d'hostatgeria i restauració, 3 d'empreses financeres, 3 d'empreses immobiliàries, 4 d'empreses de serveis, 4 d'entitats de l'administració pública i 7 d'empreses classificades com a «altres activitats de serveis».
Dels 18 establiments de servei als particulars que hi havia el 2009, 1 era una oficina de correu, 1 una oficina bancària, 1 funerària, 1 taller de reparació d'automòbils i de material agrícola, 4 paletes, 1 fusteria, 3 lampisteries, 1 perruqueria i 5 restaurants.
Dels 4 establiments comercials que hi havia el 2009, 1 era una botiga de menys de 120 m², 1 una fleca, 1 una peixateria i 1 una botiga de material de revestiment de parets i terra.
L'any 2000 a Tanlay hi havia 14 explotacions agrícoles que ocupaven un total de 1.449 hectàrees.

## Equipaments sanitaris i escolars
L'únic equipament sanitari que hi havia el 2009 era una farmàcia.
El 2009 hi havia 1 escola maternal i 2 escoles elementals.

## Poblacions més properes
El següent diagrama mostra les poblacions més properes.